# St Breock
St Breock (in lingua cornica: Nanssans; 700 ab. ca.) è un villaggio con status di parrocchia civile della contea inglese del Cornovaglia (Inghilterra sud-occidentale), facente parte del distretto della Cornovaglia settentrionale e situato nella Nansent Valley e lungo il corso del fiume Camel.

## Etimologia
Il villaggio deve il proprio nome al patrono locale, San Brioco, un santo originario del Galles che fu vescovo in Bretagna e che in seguito si trasferì in Cornovaglia.

## Geografia fisica

### Collocazione
St Breock si trova tra Padstow e Bodmin (rispettivamente a sud-est della prima e nord-ovest della seconda), a circa 1,5 km a sud-ovest di Wadebridge.
I confini settentrionali e orientali della parrocchia civile sono segnati dal corso del fiume Camel. Il villaggio principale si trova nella parte orientale della Nansent Valley.

### Suddivisione amministrativa della parrocchia civile di St Breock
- St Breock
- Polmorla

## Storia
Il territorio su cui sorge l'attuale parrocchia civile di St Breock è citato già nel Domesday Book (XI secolo) come parte di Pawton, un terreno di proprietà dei vescovi di Exeter.
Nel 1485, St Breock fu collegata alla vicina parrocchia civile di Egloshayle da un ponte voluto dal vicario di Elgoshayle Thomas Lovebound.

## Archeologia

### Il monolito dei St Breock Downs
Nei dintorni del villaggio, nella cima dei St Breock Downs, è stato rinvenuto il monolito dei St Breock Downs, il più grande e pesante monolito della Cornovaglia Si tratta di una pietra dell'altezza di 3 metri e del peso di 16,75 tonnellate risalente probabilmente al tardo Neolitico o all'inizio/metà dell'Età del Bronzo.
|  |

## Architettura
Principale edificio di St Breock è la chiesa parrocchiale, eretta nel XIII secolo e in gran parte ricostruita nel 1677.